# Memecylon capitellatum
Memecylon capitellatum är en tvåhjärtbladig växtart som beskrevs av Carl von Linné. Memecylon capitellatum ingår i släktet Memecylon och familjen Melastomataceae.
Artens utbredningsområde är Sri Lanka. Inga underarter finns listade i Catalogue of Life.